# 陳欣茵
陳欣茵（英語：Chan Yan Yan，1996年5月2日—），香港的電視節目女主持。2017年7月接受無綫電視邀請加入 big big channel和主持J2節目《#後生仔傾吓偈》，直到2021年4月正式成為無綫電視的經理人合約藝員及於2022年成為J2ers。2023年離開無綫電視轉型做KOL專心經營網絡平台。

## 簡歷
陳欣茵早年就讀中華基督教會基法小學（油塘）（2008年小六）及聖傑靈女子中學（2015年中六），在校期間參加過「第六屆校園藝術大使計劃」，2015年升讀香港理工大學應用科學及紡織學院的紡織及製衣學系（內衣設計）學士課程。2017年7月，她曾參與拍攝 Youtuber「熊仔頭」的短片而為人認識；基於在實習期間覺得設計師工作刻板，加上後來受到無綫電視邀請，遂應邀成為旗下網上直播兼社交平臺 big big channel 和清談節目《#後生仔傾偈》其中一位意見領袖。但當時她要到美國當交流生，故此延至2018年10月才正式加入。
陳欣茵涉足娛樂圈初期，於2020年5月加入《學是學非》第七輯主持之列，同年12月初有份參演翡翠台首套在星期一至五播放的第四線劇集《香港愛情故事》，8月則自資開設網上花店「Flossom.hk」，售賣韓式巨型花束和私人教授花藝。2021年4月，她簽約為無綫電視經理人合約藝人

## 演出作品

### 劇集
| 首播     | 劇名              | 角色                           |
| 無綫電視 |                   |                                |
| 2020年   | 使徒行者3         | 橋棋學會成員（第27集）         |
| 2020年   | 香港愛情故事      | 情 侶（第3、4集）              |
| 2021年   | 陀槍師姐2021      | 主 持（第7集）                 |
| 2021年   | 逆天奇案          | 記 者（第2、10、11、19、21集） |
| 2022年   | 青春不要臉        | 訓練班學員                     |
| 2022年   | 愛·回家之開心速遞 | 欣 茵（第1513集）              |
| 2022年   | 雙生陌生人        | 護 士                          |
| 2022年   | 痞子殿下          | 白 凝                          |
| 2023年   | 寵愛Pet Pet       | 小泡芙（聲演）                 |
| 2025年   | 痞子無間道        | 趙美詩                         |

### 綜藝節目
| 首播         | 節目名                       | 備註                        |
| 無綫電視     |                              |                             |
| 2018至2021年 | #後生仔傾偈                  | 意見領袖之一                |
| 2018年       | 萬千星輝頒獎典禮2018         | 固定嘉賓                    |
| 2018年       | #後生仔失驚無神賀聖誕        | 固定演出嘉賓                |
| 2018年       | 電競王                       | 第11集嘉賓                  |
| 2019年       | 電競王                       | 1月起擔任演出助手（電競女） |
| 2019年       | #後生仔同港姐傾吓偈            | 意見領袖之一                |
| 2019年       | #後生仔睇完港姐傾吓偈          | 意見領袖之一                |
| 2019年       | #後生仔再同港姐傾吓偈          | 意見領袖之一                |
| 2019年       | Y Angle                      | 2019年9月7日起不定期演出    |
| 2019年       | #一屋後生仔                  | 意見領袖之一                |
| 2019年       | #後生仔傾吓傾吓傾到2020          | 意見領袖之一                |
| 2020年       | 網購攻略＋big big shop感謝祭 | 固定演出                    |
| 2020年       | 恐怖真相                     | 固定演出                    |
| 2020年       | 姊妹淘（第四輯）             | 固定演出                    |
| 2020年       | 衝上雲霄大選                 | 固定演出                    |
| 2021年       | 明星運動會                   | 固定演出                    |
| 2022年       | J2再出世                     | 固定演出                    |
| HOY TV       |                              | 固定演出                    |
| 2023年       | 我要做車手                   |                             |

### 主持節目
| 首播         | 節目名            | 備註 |
| 無綫電視     |                   | |
| 2019年       | 眼睛去旅行        | 與林正峰一同主持（第1、2集）                                                                            |
| 2019年       | 眼睛去旅行        | 與杜穎珊一同主持（第9、10集）                                                                           |
| 2020年       | 學是學非          | 第七輯 第20集起與劉穎鏇、何泳芍、何依婷、李施嬅、張寶兒、鄺潔楹、馮盈盈、麥美恩、陳詩欣及戴祖儀一同主持 |
| 2021至2023年 | 周末集結          | 與黃婧靈、徐文浩、林正峰、曾展望、劉頌鵬、杜穎珊及黃紫恩一同主持                                        |
| 2022年       | 666永：逝者代言人 | 與陸永權及黃子桐一同主持                                                                                |
| 2022年       | 學是疫學非        | 第二輯與張寶兒、何泳芍、何依婷、陳詩欣、何沛珈及戴祖儀一同主持                                          |
| 2022年       | 鋪鋪Poker         | 與郭偉亮、方力申及胡美貽一同主持                                                                        |
| 2022年       | 呢鋪開乜：開壇    | 與蘇民峰、倪嘉雯、陳若思、杜穎珊、黃嘉雯、陳國麟主持                                                    |
| 2023年       | 還原神之食        | 與祈積奇及何泳芍一同主持                                                                                |
| 2023年       | 數你條命          | 與 Depp 及吳兆麟擔任主持                                                                                |
| HOY TV       |                   | |
| 2023年       | 馬田煮場          | 與馬田一同主持                                                                                          |

### 微電影
| 首映     | 電影名             | 角色             |
| 無綫電視 |                    |                  |
| 2019年   | 空投在我身邊的閨蜜 | 電競高手 Yan Yan |

### 音樂錄像
| 年份   | 歌名           | 歌手   |
| 2018年 | 重複愛一次     | 伍富橋 |
| 2019年 | 離開有什麼可怕 | 劉子碩 |
| 2021年 | 錯的一天       | 吳若希 |

## 曾獲獎項與提名
| 年份   | 獎項                                 | 結果 |
| 2020年 | 萬千星輝頒獎典禮2020「最佳節目主持」 | 提名 |

## 外部連結
- 陳欣茵的Instagram帳戶
- 陳欣茵的Facebook專頁